# Splachnum resectum
Splachnum resectum là một loài rêu trong họ Splachnaceae. Loài này được (Haller ex Brid.) P. Beauv. mô tả khoa học đầu tiên năm 1805.